# Live at Donington (AC/DC)
Live at Donington — концертне відео хард-рок-гурту AC/DC, яке було випущено і записано 28 жовтня 1992, року. Записувався цей альбом, 17 серпня 1991, року в Донінгтон Парк

## Список композицій
1. Thunderstruck
2. Shoot to Thrill
3. Back in Black
4. Hell Ain't a Bad Place to Be
5. Heatseeker
6. Fire You Guns
7. Jailbreak
8. The Jack
9. Dirty Deeds Done Dirt Cheap
10. Moneytalks
11. Hells Bells
12. High Voltage
13. Wholy Lotta Rosie
14. You Shook Me All Night Long
15. T.N.T.
16. Let There Be Rock
17. Highway to Hell
18. For Those About to Rock (We Salute You)

## Учасники виступу
- Браян Джонсон—вокал
- Ангус Янг—соло-гітара
- Малкольм Янг—ритм-гітара
- Кліфф Вільямс—бас-гітара
- Кріс Слейд—ударні

## Сертифікації
| Регіон | Сертифікація  | Продажі  |
| --- | ------------- | -------- |
| Аргентина (CAPIF) | Платиновий    | 8000^    |
| Австралія (ARIA) | 7× Платиновий | 105 000^ |
| Австрія (IFPI Austria) | Золотий       | 5000*    |
| Фінляндія (IFPI Finland) | Золотий       | 8,078    |
| Франція (SNEP) | 2× Платиновий | 40 000*  |
| Німеччина (BVMI) video | 3× Платиновий | 150 000^ |
| Німеччина (BVMI) album | Золотий       | 250 000  |
| Іспанія (PROMUSICAE) | Золотий       | 10 000^  |
| Швеція (IFPI Sweden) | Золотий       | 10 000^  |
| Швейцарія (IFPI Switzerland) | Платиновий    | 6000^    |
| Велика Британія (BPI) | 2× Платиновий | 100 000* |
| США (RIAA) | 6× Платиновий | 600 000^ |
| *продажі, що базуються лише на сертифікаціях · ^відвантаження, що базуються лише на сертифікаціях · продажі+прослуховування, що базуються лише на сертифікаціях |               |          |